# No Surprises/Running from Demons
No Surprises/Running From Demons è un EP del gruppo musicale britannico Radiohead. Fu pubblicato il 10 dicembre 1997 al fine di promuovere il tour che la band fece in Giappone nel gennaio del 1998.

## Tracce
Testi di Thom Yorke, musiche di Radiohead.
1. No Surprises – 3:49
2. Pearly – 3:38 – remix
3. Melatonin – 2:08
4. Meeting in the Aisle – 3:07
5. Bishop's Robes – 3:23
6. A Reminder – 3:51

## Formazione
- Thom Yorke: voce, chitarra, pianoforte
- Jonny Greenwood: chitarra elettrica, tastiere
- Colin Greenwood: basso elettrico
- Ed O'Brien: chitarra elettrica, voce di supporto
- Phil Selway: batteria